# 大科尔鲁瓦
大科尔鲁瓦（法語：Colroy-la-Grande，法語發音：[kɔlʁwa la ɡʁɑ̃d]）是法国大東部大區孚日省的一个旧市镇，属于孚日圣迪耶区。2016年，大科尔鲁瓦与市镇法沃河畔普罗旺谢尔合并为新市镇普罗旺谢尔和科尔鲁瓦。

## 地理
大科尔鲁瓦（48°18'58"N, 7°6'43"E）面积11.86 平方千米，位于法国大東部大區孚日省，该省份为法国东北部内陆省份，北起默兹省和默尔特-摩泽尔省，西接上马恩省，南至上索恩省和贝尔福地区省，东临上莱茵省和下莱茵省。
与大科尔鲁瓦接壤的市镇（或旧市镇、城区）包括：吕比讷、吕斯、普罗旺谢尔和科尔鲁瓦、萨勒、大福斯。

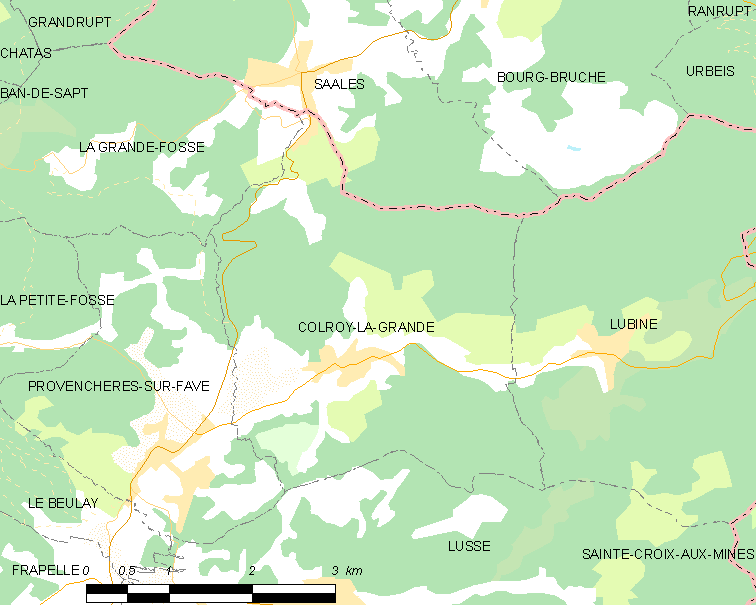
大科尔鲁瓦的OSM定位图

大科尔鲁瓦的时区为UTC+01:00、UTC+02:00（夏令时）。

## 行政
大科尔鲁瓦的邮政编码为88490，INSEE市镇编码为88112。

## 政治
大科尔鲁瓦所属的省级选区为孚日圣迪耶第二县。

## 人口

1962-2008年间大科尔鲁瓦人口变化图示

大科尔鲁瓦于2018年1月1日时的人口数量为513人。